# Chaffar

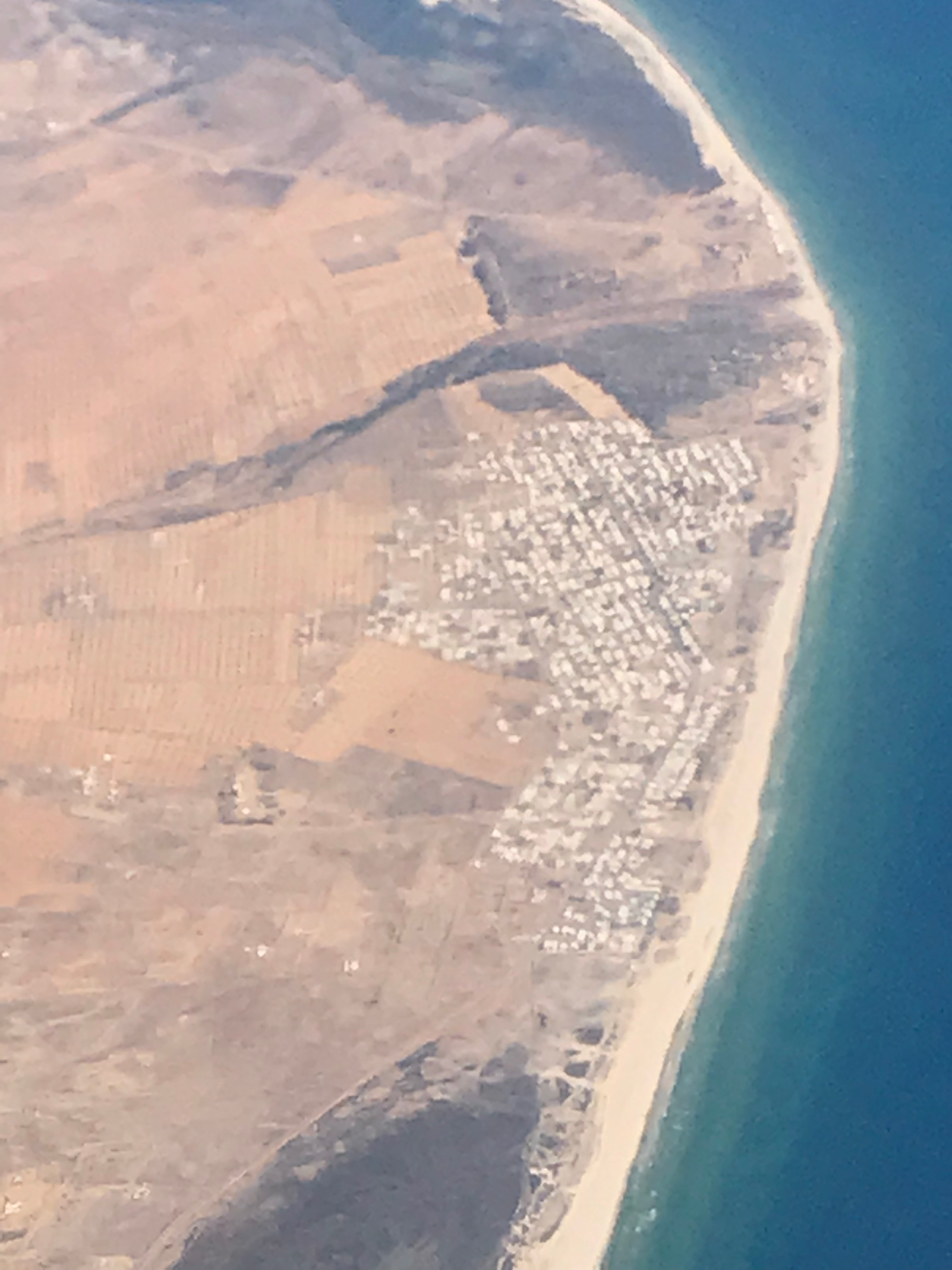
Vue aérienne en 2018.

Chaffar est une plage méditerranéenne de sable fin située à trois kilomètres au nord de Mahrès et à 26 kilomètres au sud de Sfax (Tunisie).
La zone est rattachée administrativement à la délégation de Mahrès et au gouvernorat de Sfax.
Des aménagements touristiques sont en cours de réalisation afin d'accueillir un important tourisme local majoritairement en provenance de l'agglomération de Sfax : un village balnéaire et bientôt un village tourné vers le tourisme familial prévu au sud de la plage.
Deux associations sont actives afin de consolider l'infrastructure du village et son animation : l'Association de protection du site de Chaffar et le Chaffar Beach Club.